# 하니우다 아무
하니우다 아무(일본어: 羽生田挙武, 1997년 11월 26일 ~ ) 는, 일본의 탤런트이며, 전 쟈니즈 Jr.의 일원이다.
도쿄도 출신. 쟈니즈 사무소 소속.

## 연혁
- 2011년 3월 20일, 쟈니즈 사무소에 입소.
- 2012년 5월 20일, 나카무라 레이아, 키시 유타, 타카하시 후우, 진구지 유타, 쿠라모토 카오루와 함께 Gaiety 결성.
- 2012년 7월 24일, 소년구락부의 수록에서 마츠시마 소우, 마리우스 요, 나카무라 레이아, 쿠라모토 카오루, 진구지 유타, 이노우에 미즈키, 마츠쿠라 카이토, 모토다카 카즈키, 무라키 료타, 마츠다 겐타와 함께 Sexy Boyz의 멤버로 발표된다.
- 2012년 9월, Sexy Boyz가 진구지 유타, 나카무라 레이아, 하니우다 아무, 쿠라모토 카오루의 4인 체제로 변경.
- 2012년 9월 26일, 7월 24일에 수록했던 소년구락부(9월 26일 방송)에서 Sexy Boyz로서 〈雨だって 비라도〉 첫 피로.
- 2012년 10월 3일, Sexy Zone 3rd 싱글 CD 《Sexy Summer에 눈이 온다》의 커플링 곡으로 〈雨だって〉가 수록된다.

## 인물
- 애칭은 아무 등.
- 이력서를 보낸 후 1년 후 전화로 연락이 왔다.
- 동경하는 선배는 아라시의 사쿠라이 쇼, Sexy Zone의 키쿠치 후마.

## 출연

### 버라이어티·음악 프로그램
- 더 소년구락부 (2011년 ~ , NHK)
- Johnny's Jr. Land (2011년 10월 2일 ~ , BS 스카파)
- 스카파 어워즈 - Johnny's Jr. land 프로모션 (2011년 10월 2일, BS 스카파)
- 양양 JUMP (2011년 4월 16일 ~ , TV 도쿄)

### CM
- Johnnys' Jr. land (2011년 10월 30일)

### 콘서트
- Hey! Say! JUMP＆「용기 100％」전국 투어 (2011년 4월 10일 ~ 5월 29일, 후쿠오카 국제 센터, 나가노 빅하트, 홋카이도 도립 종합 체육 센터, 히로시마 그린 아레나, 요코하마 아레나, 나고야 일본 가이시 홀)
- Kis-My-Ft2 Debut Tour 2011 Everybody Go (2011년 7월 9일 ~ 8월 28일, 홋카이도 도립 종합 체육 센터, 히로시마 그린 아레나, 요코하마 아레나, 마린멧세 후쿠오카, 오사카 성 홀, 나고야 일본 가이시 홀, 도쿄 돔)
- SUMMARY 2011 (2011년 8월 7일 ~ 9월 11일, 도쿄 돔 시티 홀)
- Hey! Say! JUMP 안녕 여름방학! SUMMARY 스페셜 (2011년 9월 18일 ~ 25일, 도쿄 돔, 쿄세라 돔)
- A.B.C-Z 2011 First Concert in YOYOGI (2011년 11월 6일, 국립 요요기 경기장)
- Hey! Say! JUMP New Year Concert 2012 (2012년 1월 2일 ~ 7일, 요코하마 아레나, 오사카 성 홀)
- Sexy Zone First Concert 2012 (2012년 2월 11일 ~ 19일, 도쿄 국제 포럼 홀A, 오사카 우메다 예술 극장 메인 홀)
- Johnny's Dome Theatre ~SUMMARY~ (2012년 8월 11일 ~ 9월 2일, 도쿄 돔 시티 홀)
- JOHNNY'S World - 쟈니즈 월드 - (2012년 11월 10일 ~ 1월 27일, 도쿄 제국 극장)
- 프레시 쟈니즈 Jr. in 요코하마 아레나 (2012년 12월 16일, 요코하마 아레나)

### 무대
- ABC좌 별극장 (2012년 2월 4일 ~ 29일, 도쿄 닛세이 극장)

## 같이 보기
- 쟈니즈 Jr.